# Columna (premsa)
Una columna és un article de premsa escrit (i de vegades signat), que es renova cada cert temps en un diari o revista, oferint una opinió o punt de vista sobre un tema d'actualitat, o una mera disquisició per part de l'autor. La columna pot ser d'aparició diària, setmanal, quinzenal o mensual.
Si no es repeteix es diu comentari i si reflecteix la posició oficial del mitjà de comunicació i no ve signat se l'anomena editorial.